# لوئیس‌ویل (تگزاس)
لوئیس‌ویل، تگزاس(به انگلیسی: Lewisville, Texas) شهری در ایالت تگزاس از ایالات جنوبی ایالات متحده آمریکا است. در سرشماری سال ۲۰۰۰، جمعیت این شهر ۱۰۵۰۰۰ نفر اعلام شد.